# 中国人民解放军陆军第七十四集团军医院
中国人民解放军陆军第七十四集团军医院，位于广东省广州市海珠区新港中路468号，隶属中国人民解放军陆军第七十四集团军，为综合性三级甲等医院。

## 简介
中国人民解放军第四二一医院的前身是“宏济医院”，始建于1901年（清朝光绪二十七年）。中华民国时期，改为“两广教会医院”。1951年7月改编为“中南军区海军医院”。1953年12月迁至广州南郊凤凰岗。1954年8月更名中国人民解放军海军第四二一医院。1955年改为南海舰队中心医院。1960年11月迁到广州马骝岗。该医院原由南海舰队后勤部领导，后隶属于南海舰队广州基地后勤部。2000年代初，改称中国人民解放军第四二一医院。
中国人民解放军第一七三医院始建于1945年11月，后为位于博罗县的中国人民解放军第三十三野战医院。1983年改编为中国人民解放军第一七三医院，位于今广东省惠州市惠城区鹅岭南路20号，隶属广州军区后勤第二十一分部。医院后成为三级甲等医院，是中国人民解放军第一军医大学（即南方医科大学）、惠州卫生学校等医学院校的教学医院。2006年左右，第一七三医院并入第四二一医院，成为第四二一医院第一七三临床部。
第四二一医院是综合性三级甲等医院。是广州市救护中心“120”急救站、海上急救站。是广州市第一批医保定点医疗机构，是广东省、广州市、海珠区公费医疗挂钩医院。
2016年，在深化国防和军队改革中，中国人民解放军第四二一医院由中国人民解放军广州军区转隶桂林联勤保障中心。
2018年，转隶中国人民解放军陆军第七十四集团军并更名为中国人民解放军陆军第七十四集团军医院。

## 历任领导
| 院长 …… - 陈大军（？—） | 政治委员 …… - 彭璋辉（？—） |